# Václav Chvátal
Václav (Vašek) Chvátal est un chercheur et professeur en théorie des graphes, combinatoire et  optimisation combinatoire.

## Biographie
Václav Chvátal est né à Prague en 1946 et a fait ses études à l'Université Charles de Prague. Il termina sa thèse en un an seulement à l'Université de Waterloo sous la direction de Crispin Nash-Williams. Il a ensuite occupé plusieurs postes aux États-Unis, notamment celui de professeur à l'Université Rutgers, avant de revenir au Canada (à l'Université Concordia à Montréal).

## Travaux
Chvátal a beaucoup travaillé sur la théorie des graphes, notamment sur les graphes hamiltoniens, les graphes parfaits, les liens entre la connectivité et le stable maximum. Il a aussi défini le graphe qui porte aujourd'hui son nom : le graphe de Chvátal (le plus petit graphe 4-régulier sans triangle avec un nombre chromatique de 4).
Ces travaux ont aussi porté sur les hypergraphes et l'optimisation linéaire, notamment la méthode des plans sécants (cutting-plane method) et le problème du voyageur de commerce.